# El Algar
El Algar es una localidad y diputación del municipio de Cartagena, en la Región de Murcia, que ocupa una parte de la llanura al suroeste del Mar Menor. Incluye el núcleo central de El Algar, donde se encuentra la mayor parte de la población, los caseríos de Los Rizos y Los Ruices, y el poblado litoral de Los Urrutias. Tiene una población de 7961 habitantes (INE, 2019), y un área de cerca de 27,4 kilómetros cuadrados. La diputación está encuadrada en el distrito 7 de Cartagena, junto a Rincón de San Ginés y El Beal.

## Geografía física

### Ubicación
El territorio de esta diputación se encuentra en el Campo de Cartagena, 14 kilómetros por carretera al nordeste de la ciudad de Cartagena y a 3,5 kilómetros al norte de La Unión. Su territorio limita al oeste y norte con el de la diputación de San Félix, al este y sur con el de El Beal, y al suroeste con el municipio de La Unión.

### Orografía
Este distrito es llano y con una única elevación montañosa. Se trata del Cabezo de Álvarez con una altura de 157 metros. En cuanto a parajes llanos, están la Fuente del Sapo y una pequeña parte del Saladar de Lo Poyo (la mayor parte se extiende por El Beal).

### Geomorfología
En cuanto a cauces de agua, este distrito carece de cauces permanentes, pero lo recorren tres ramblas. Una es la Rambla del Miedo, otra es la Rambla de Trujillo y está también la Rambla de El Pichorro.
El tipo de suelo predominante es el xerosol cálcico.También hay presencia de xerosol lúvico y de arenosol álbico, que se encuentra en las zonas inmediatas al Mar Menor.

## Geografía humana

### Demografía
Algunos núcleos de esta diputación son El Algar, con 5505 habitantes; Las Lomas, donde residen 1484 personas; Los Urrutias, donde viven 802 y Urbanización Estrella de Mar con 295 residentes. También hay localidades que cuentan con muy pocos habitantes como Los Ruices donde viven 13 personas y Los Rizos donde residen 5.
En el Nomenclátor publicado por la Dirección General de Estadística, con referencia al 31 de diciembre de 1920, figura en el término municipal de Cartagena la entidad de población El Algar, con 4486 habitantes de derecho, 4226 de hecho y 1202 edificios y albergues, distribuidos en el propio lugar de El Algar, en el caserío de Los Urrutias y en grupos diseminados.

#### Evolución
Según las investigaciones demográficas realizadas en el municipio de Cartagena, con resultados en la fecha de 1 de enero de 2012, hemos encontrado un notable incremento de la población de El Algar. Esto indica que el crecimiento de la población algareña no ha cesado desde su registro en el Nomenclátor de 1920, llegando a sumar más de 3000 habitantes nuevos en menos de un siglo de tiempo.

#### Migración
Es importante señalar que aproximadamente un 20% de esta población está compuesta por inmigrantes de diferentes nacionalidades

### Economía
En la actualidad en la economía de este distrito están muy presentes la agricultura y la construcción.

## Historia

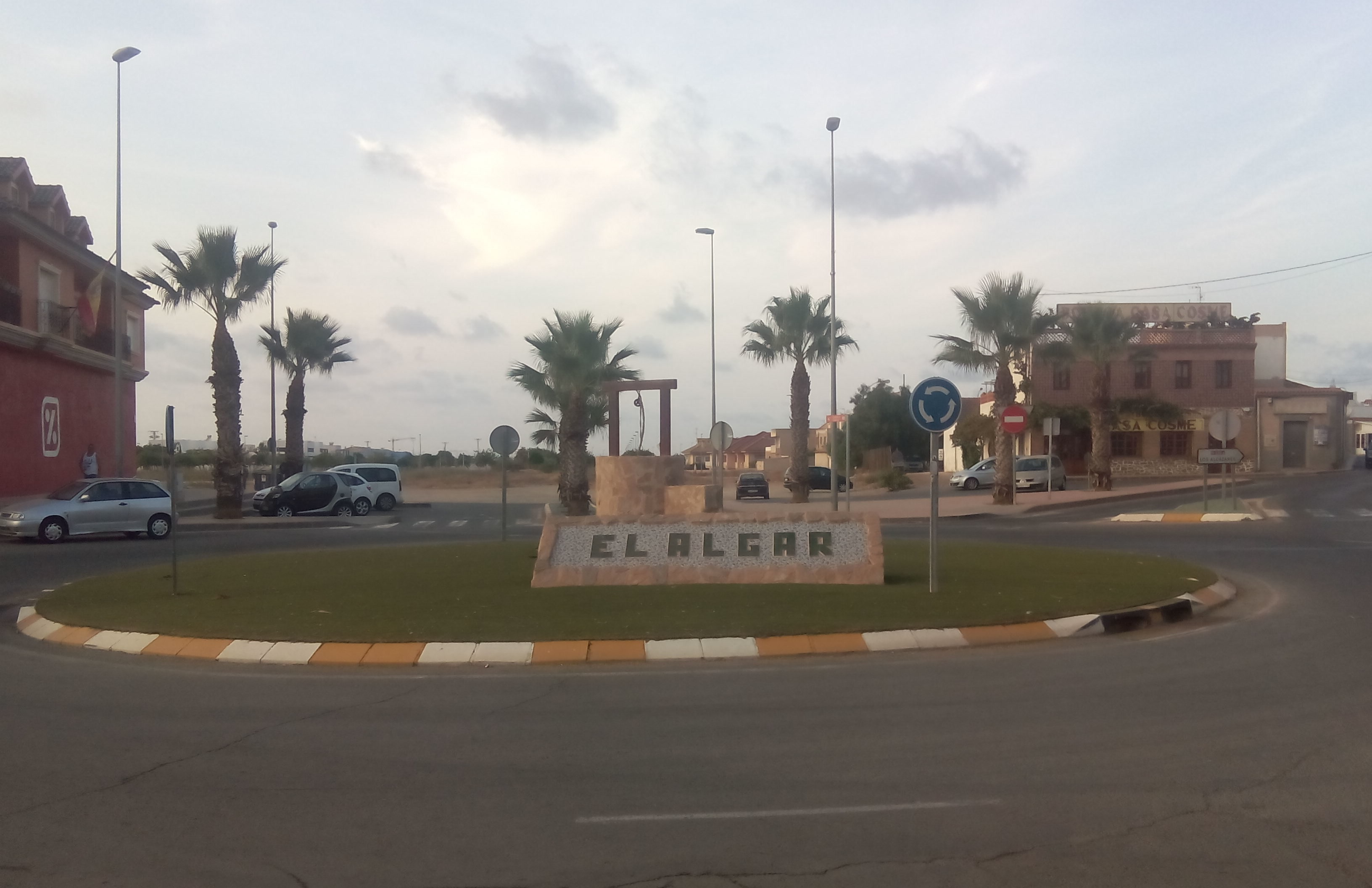
Rotonda principal de El Algar en el centro del pueblo.

Hay constancia arqueológica de la presencia y de la intervención en este distrito en la época romana, a pesar de que esto apenas está mencionado en las fuentes historiográficas. Frutos de la presencia romana son entre otros el yacimiento Pileta de Los Ruices, que se trataba de un establecimiento minero-metalúrgico; el yacimiento arqueológico de Los Urrutias, que respondía a la misma función; el yacimiento Tiro de Pichón, que se trataba de una villa romana datada del siglo II a. C. y el yacimiento Lo Clemente, que es otra villa romana de los siglo II y I antes de nuestra era.
La diputación de El Algar era un lugar de cruce de veredas reales y caminos por los que trashumaba el ganado que se dirigía hacia la sierra y donde se detenía para abrevarse en un importante pozo público que allí existía, Pozo-Algar, formándose así a su alrededor una población estable de ganaderos, agricultores, comerciantes y más adelante una ermita.
Aún sigue siendo un cruce de importantes rutas y la advocación de esa ermita es la Virgen de los Llanos, devoción procedente de tierras manchegas, como así lo eran también los repobladores de la comarca algareña. Por este cruce transitaban también tanto los peregrinos que acudían al cercano Monasterio de San Ginés de la Jara, como los pescadores que desde Cartagena iban a Cabo de Palos.
La denominación del lugar, El Algar, es de origen árabe y su significado, cueva o hondonada. Y pudo ser fundado el lugar por ellos al utilizar las aguas que allí se alumbraban para regar sus fértiles tierras. Recientes estudios referidos al Campo de Cartagena en época musulmana localizan una alquería de unos 50 habitantes que se irían incrementando tras la incorporación de Cartagena a la corona de Castilla en 1503, de manera que, como consecuencia de la repoblación, a finales del siglo XVI debió constituir El Algar un auténtico núcleo de población, ocasionado por la llegada de segadores manchegos.
Los libros de cabildos citan Pozo-Algar con frecuencia, como uno de los partidos más importantes, y entre las referencias figura una del año 1565, relacionada con las plagas de langostas, en que el Concejo obligaba a las gentes del campo de este lugar y Garbanza, cuando aparezcan las manchas, a labrar los bancales dándoles cuatro rejas, bajo multa de mil maravedíses al que no lo hiciera.
Muy difícil resulta cuantificar el volumen poblacional de El Algar en el siglo XVIII, al estar incluido en la diputación de Alumbres. 
En los años desde el 1821 hasta el 1823 y en el contexto estatal del Trienio Liberal (1820-1823) El Algar constituyó un ayuntamiento propio. Sin embargo este fue abatido con la vuelta del absolutismo. Hubo más intentos con la vuelta definitiva del liberalismo.
En el contexto del auge minero de Cartagena y de La Unión a mediados del siglo XIX y en el XX, hubo enriquecimiento por parte de terratenientes algareños. Esto se tradujo en la localidad con la construcción de edificios patrimoniales como la Casa Rubio y el Teatro Apolo.
Otras bases de la economía del siglo XIX eran la ganadería porcina y la agricultura.
Con el estallido de la Guerra Civil, la noche del 25 de julio de 1936 la ermita de El Algar, hoy iglesia parroquial, fue asaltada por elementos incontrolados, que descargaron sobre el símbolo su resentimiento. Muchas figuras de cierto valor artístico fueron saqueadas y quemadas en la Plaza del Hondo (Incluida la propia Virgen de los Llanos). No fue hasta 1989 cuando se propuso una nueva imagen para la santa virgen, hoy día la actual.
A partir de 1910, los habitantes de El Algar, como los de toda la cuenca minera, vivirán la fuerte crisis que ocasionará una fuerte emigración. Cuatro años después hubo una epidemia de triquinosis en el año 1914 que afectó a 275 personas.

## Servicios públicos

### Sanidad
Al ser una diputación de Cartagena, forma parte del Área de Salud II (Cartagena). El Algar cuenta con un consultorio en Los Urrutias y con un centro de salud en la localidad principal del distrito.

### Educación
En esta zona se encuentran dos centros de educación infantil y primaria (CEIP) y un centro de educación secundaria (IES). Los Urrutias dispone de otro centro de educación primaria.

### Comunicaciones

#### Autobús
El servicio de transporte público urbano conecta la localidad con la ciudad de Cartagena.
| Línea | Recorrido                                              | Operador       |
| ----- | ------------------------------------------------------ | -------------- |
| 21    | Cartagena - Los Urrutias (hasta Playa Honda en verano) | ALSA (TUCARSA) |

El servicio de viajeros por carretera del municipio se engloba dentro de la marca Movibus, el sistema de transporte público interurbano de la Región de Murcia (España), que incluye los servicios de autobús de titularidad autonómica.
| Línea | Recorrido                                                          | Operador       |
| ----- | ------------------------------------------------------------------ | -------------- |
| 42C   | Cartagena - Roche - La Unión                                       | ALSA (TUCARSA) |
| 43    | Cartagena - Cabo de Palos - La Manga del Mar Menor                 | ALSA (TUCARSA) |
| 46    | San Pedro del Pinatar - San Javier - Los Alcázares - Cabo de Palos | ALSA (TUCARSA) |

Además, presta servicio la siguiente línea de largo recorrido:
| Línea   | Recorrido                      | Operador |
| ------- | ------------------------------ | -------- |
| VAC-055 | Madrid - Alicante con hijuelas | ALSA     |

## Cultura

### Patrimonio

#### Edificios civiles relevantes

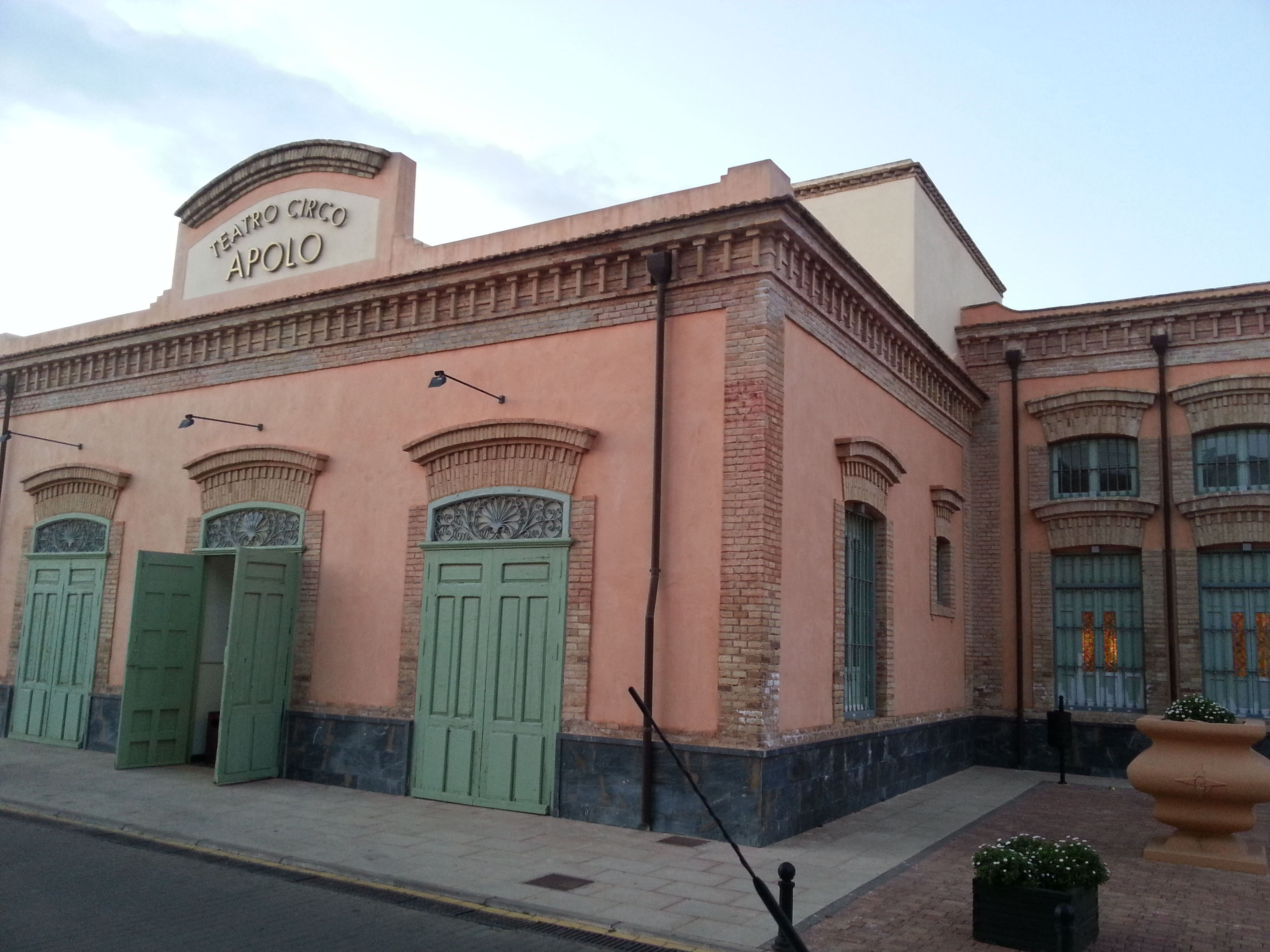
Fachada del Teatro Apolo restaurado al atardecer, El Algar.

- Casa Rubio de El Algar: de uno de los edificios más relevantes de El Algar. Construida en la época de auge de la sierra minera y levantada en el centro urbano, consta de dos plantas y buhardilla. Su visión produce un fuerte impacto, sobre todo después de su rehabilitación, aunque queda algo oculta por las construcciones colindantes.
- Teatro Apolo: obra del arquitecto modernista Pedro Cerdán, de 1905. Actualmente en funcionamiento.[17]
- En el camino de Los Urrutias se encuentra una casa de recreo denominada Villa María.[18]
- Molinos de viento del Campo de Cartagena: en esta diputación están registrados como elementos BIC cinco molinos o las partes que se conservan de estos.[19][20]
- Museo de Carruajes Zamar: museo privado en el que se expone una colección de carruajes y motocicletas de diferentes épocas.[21]

#### Edificios religiosos
En cuanto a la ermita, hoy iglesia parroquial, debió construirse en los años centrales del siglo XVIII. Sobre su advocación parece ser que la Virgen de los Llanos era la preferencia de su promotor, pero no obstante en su momento se sometió al azar eligiendo entre tres, la ya citada, la Virgen del Pilar y la del Carmen. Tres extracciones seguidas de papeleta dieron como ganadora a la Virgen de los Llanos y así se le comunicó al párroco de Alumbres, bajo cuya jurisdicción estaba por entonces.

### Festividades
A continuación se muestran las principales fiestas de esta diputación:
- El Algar: del 31 de agosto al 15 de septiembre.
- Los Urrutias: del 1 de julio al 31 de agosto.
- Romería de la Virgen de los Llanos:  22 y 23 de septiembre.

## Deportes

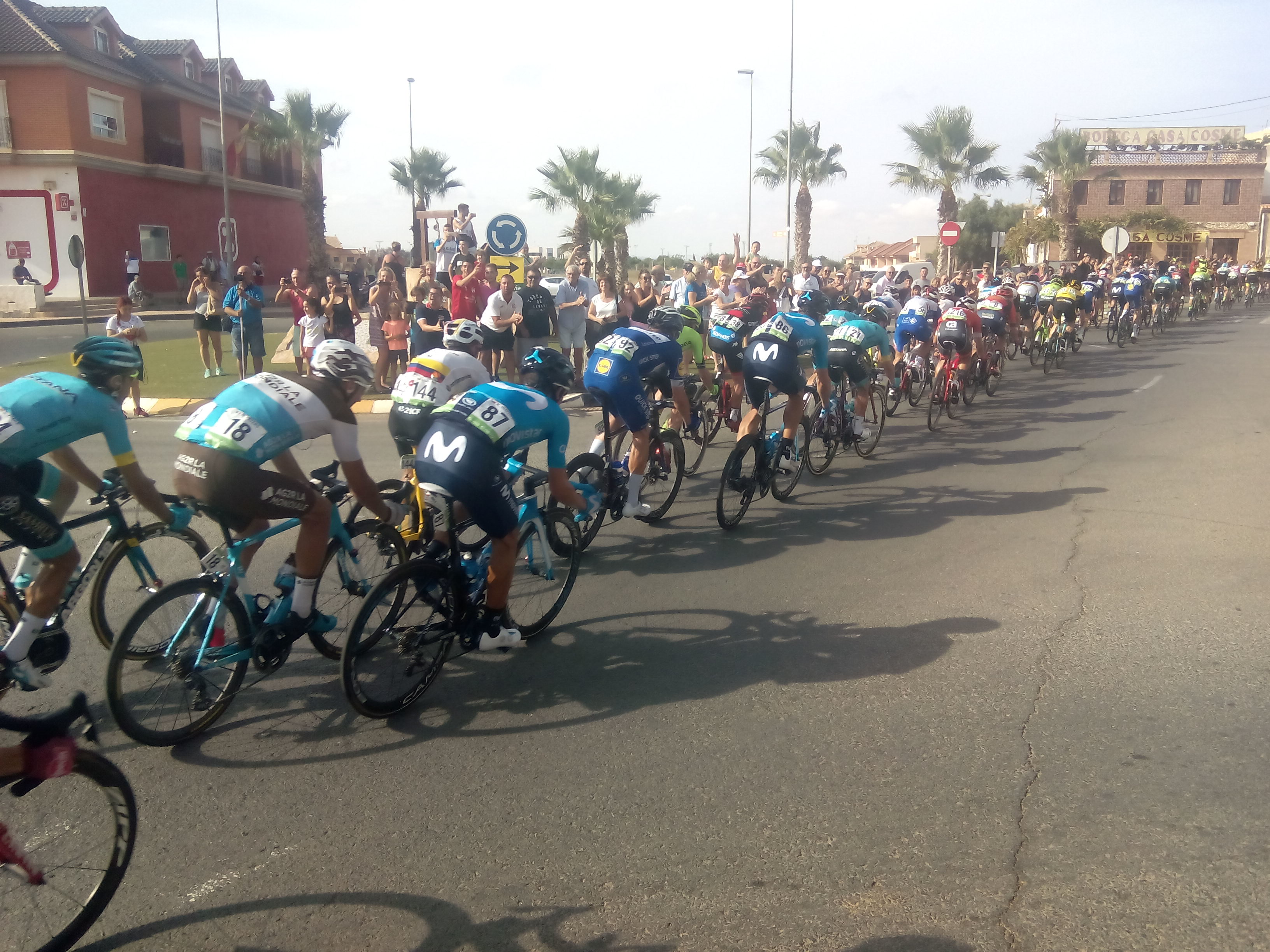

Se puede destacar como deporte en este territorio el fútbol con un equipo llamado Club Deportivo El Algar (C.D. El Algar) que está en la división preferente de la Región de Murcia. Otro equipo deportivo de esta diputación es el femenino de voleibol llamado Surmenor.
Cada año, en uno de los últimos días de agosto, tiene lugar una carrera popular llamada Subida a la Fuente del Sapo. Otro hecho destacado deportivo que ha sucedido en este territorio fue la Vuelta a España de 2018 (una competición de ciclismo): parte del recorrido de la sexta etapa se dio en el pueblo principal de la diputación.